# Karol Zierhoffer
Karol Leopold Zierhoffer (ur. 27 września 1924 we Lwowie, zm. 1 listopada 2019 w Poznaniu), filolog i lingwista polski, profesor Uniwersytetu im. Adama Mickiewicza w Poznaniu.
Jest synem Augusta Karola (geografa i geologa, profesora Uniwersytetu Poznańskiego) i Małgorzaty ze Schellenbergów. Studia językoznawcze rozpoczął w czasie II wojny światowej na tajnym Uniwersytecie Lwowskim, m.in. u Zdzisława Stiebera i Marii Dłuskiej. Kontynuował naukę po wojnie na Uniwersytecie Poznańskim, łącząc studia (od czwartego roku) z pracą asystenta w Katedrze Języka Polskiego, kierowanej przez Stanisława Urbańczyka. Po ukończeniu studiów (1949) pozostał na uczelni; w 1958 obronił rozprawę doktorską Nazwy miejscowe północnego Mazowsza, przygotowaną pod kierunkiem Urbańczyka i recenzowaną przez Witolda Taszyckiego. W pracy tej zajął się nazwami miejscowości na Mazowszu w średniowieczu, ukazując dynamikę zmian tych nazw (m.in. z Sieprzec na Sierpc, z Szyroczec na Serock) oraz rozwój osadnictwa.
Pozostawał związany z Zakładem Historii Języka Polskiego w Instytucie Filologii Polskiej Uniwersytetu Poznańskiego do emerytury. W 1963 uzyskał habilitację, w 1977 otrzymał tytuł profesora nadzwyczajnego, w 1988 profesora zwyczajnego; przez półtora roku był lektorem języka polskiego na Sorbonie w Paryżu (1975–1976). Należy do wielu towarzystw naukowych (m.in. Poznańskiego Towarzystwa Przyjaciół Nauk), rad naukowych instytucji i czasopism; w 1994 został członkiem honorowym Polskiego Towarzystwa Językowego. Zasiadał również w Komitecie Językoznawstwa Polskiej Akademii Nauk. Wygłaszał laudacje z okazji nadania doktoratów honoris causa Uniwersytetu Poznańskiego wybitnym językoznawcom – Stanisławowi Urbańczykowi i Władysławowi Kuraszkiewiczowi. W 1991 dedykowano mu podwójny tom pisma „Studia Polonistyczne” (tom XVI i XVII), zawierający m.in. bibliografię jego prac w opracowaniu Marii Borejszo. W 2004 małżonkom Karolowi i Zofii Zierhofferom dedykowano edycję ich własnych prac, wydanych jako 25 tom Biblioteczki „Poznańskich Studiów Polonistycznych” w Serii Językoznawczej.
Zainteresowania naukowe Zierhoffera obejmują głównie onomastykę, zajmuje się również badaniami nad wyrazami pospolitymi oraz dorobkiem polskiego językoznawstwa. Współpracował ze Słownikiem starożytności słowiańskich. Opracował m.in. bibliografię prac Władysława Kuraszkiewicza (w czterech częściach), Bibliografię onomastyki polskiej za lata 1907–1944, Dorobek językoznawstwa polonistycznego i slawistycznego w Poznaniu w okresie po II wojnie światowej, Dorobek ośrodka poznańskiego w zakresie onomastyki. Z publikacji naukowych można wymienić:
- Rekonstrukcja nazewnictwa na mapie województwa płockiego ok. r. 1578 (1958, z A. Wolffem)
- Formowanie się nazewnictwa od terminów topograficznych na przykładzie wyrazu „łęg”
- O paralelnych nazwach krajów na -y, -i oraz -yja, -ija
- Ścieżka i jej synonimy w gwarach i historii języka polskiego
- Nazwy miast Wielkopolski (1987, z Zofią Zierhofferową)
- Studia z historii i geografii słownictwa polskiego i słowiańskiego
- Uwagi o pisowni i fonetyce „Liber Chamorum”
- Nazwy zachodnioeuropejskie w języku polskim a związki Polski z kulturą Europy (2000, z Zofią Zierhofferową; nagroda im. Augusta Cieszkowskiego i nagroda Rektora UAM)

## Życie prywatne
Żonaty z Zofią Zierhoffer (zm. 2016). W 2018 została opublikowana na łamach czasopisma humanistycznego Ogród (nr 31–34) rozmowa Karola Zierhoffera i Stanisława Szczęsnego zatytułowana „Wśród ciekawych nazw i wyrazów w europejskiej i polskiej przeszłości”. Brat Stanisława Zierhoffera (zm. 2013). Lubił ogrody botaniczne.